# Paul Konrad Kurz
Paul Konrad Kurz (* 8. April 1927 in Schussenried; † 10. November 2005 in Buchendorf bei Gauting) war ein deutscher Schriftsteller.

## Leben
Paul Konrad Kurz wuchs auf in Schussenried; ab 1939 war er Schüler einer Internatsschule in Nürtingen. 1943 wurde er als Flakhelfer eingezogen. Nachdem er seinen Arbeitsdienst abgeleistet hatte, begann er im Dezember 1944 einen Lehrgang für Offiziersanwärter. Ende März 1945 wurde er bei Bad Mergentheim schwer verwundet.
Nach seiner Genesung und Rückkehr in die Heimat legte Paul Konrad Kurz seine Reifeprüfung ab und trat anschließend dem Jesuitenorden bei. Er absolvierte sein Noviziat in Pullach und studierte anschließend von 1950 bis 1953 Philosophie in Irland und von 1953 bis 1957 Theologie in Innsbruck; beide Studiengänge schloss er mit dem Lizenziatsgrad ab. Kurz empfing die Priesterweihe und studierte von 1958 bis 1964 Germanistik und Anglistik an der Universität München. Danach war er ebendort als Lehrbeauftragter für Neuere Deutsche Literatur tätig; 1967 promovierte er mit einer Arbeit über Heinrich Heine zum Doktor der Philosophie. Neben seiner akademischen Tätigkeit war Kurz Mitarbeiter der katholischen Kulturzeitschrift „Stimmen der Zeit“, schrieb Literaturkritiken für Zeitungen und Zeitschriften und hielt Vorträge.
1972 gab Paul Konrad Kurz das Priesteramt auf; er trat aus dem Jesuitenorden aus und heiratete; aus der Ehe gingen zwei Kinder hervor. Er arbeitete nunmehr als Deutschlehrer an einem Münchner Gymnasium und setzte seine literaturkritische Tätigkeit fort. Kurz, der zuletzt in Gauting lebte, starb an einer Krebserkrankung, an der er seit 2000 litt.
Paul Konrad Kurz veröffentlichte neben einem umfangreichen literaturwissenschaftlichen und -kritischen Werk seit 1963 Gedichte, vorwiegend religiösen Charakters. Daneben gab er Anthologien mit moderner christlicher Literatur heraus.
Paul Konrad Kurz war Mitglied des PEN-Zentrums Deutschland und der Europäischen Akademie der Wissenschaften und Künste. Er erhielt 1973 den Kritikerpreis „Die goldene Feder“, 1985 den Günther-Klinge-Preis der Gemeinde Gauting sowie 2001 den Verdienstorden des Landes Baden-Württemberg.

## Werke

### Publikationen in Buchform
- Denn Er ist da, München 1963
- Wer bist Du?, München 1964
- Gegen die Mauer, München 1966
- Künstler, Tribun, Apostel, München 1967
- Über moderne Literatur, Frankfurt am Main
  - 1 (1967)
  - 2 (1969)
  - 3 (1971)
  - 4 (1973)
  - 5. Die Neuentdeckung des Poetischen, 1975
  - 6. Zur Literatur der späten siebziger Jahre, 1979
  - 7. Zur Literatur der späten siebziger Jahre, 1980
- Die Liebe ist ein Hemd aus Feuer, Freiburg [u. a.] 1981
- Griechisches Licht, Bovenden 1985
- Zwischen Widerstand und Wohlstand, Frankfurt am Main 1986
- Apokalyptische Zeit, Frankfurt am Main 1987
- Noch atmet die Erde, Kevelaer 1987
- Ein großes Flügeldach, Hauzenberg 1991
- Komm ins Offene, Frankfurt am Main 1993
- Das Bündel Gottes, Ostfildern 1994
- Der Fernnahe, Mainz 1994
- Osterpassion, Ostfildern, 1995
- Gott in der modernen Literatur, München 1996
- Wenn die Nacht heilig wird, Hauzenberg 1996
- Jeschua Jeschua, Zürich [u. a.] 1999
- Der Papst tanzt, München 1999
- Maria Maria, Kevelaer 2002
- Unsere Rede von Gott, Münster 2004
- Den Birnbaum blühen sehen, St. Ottilien 2005
- Sie laufen und springen und fliegen herbei, Ostfildern 2005
- Gesang erfüllt die Luft, München 2006
- Gotteserfahrungen, München 2006

### Herausgeberschaft
- Psalmen vom Expressionismus bis zur Gegenwart, Freiburg im Breisgau [u. a.] 1978
- Wem gehört die Erde, Mainz 1984
- Höre Gott!, Zürich [u. a.] 1997
- Ich höre das Herz des Himmels, Düsseldorf 2003